# Вобарно
Воба̀рно (на италиански: Vobarno, на източноломбардски: Boaren, Боарен) е градче и община в Северна Италия, провинция Бреша, регион Ломбардия. Разположено е на 245 m надморска височина. Населението на общината е 8141 души (към 2012 г.).